# Gavce
Gavce este o localitate din comuna Šmartno ob Paki, Slovenia, cu o populație de 384 de locuitori.